# Scolecomorphus uluguruensis
Espèce
Synonymes
- Scolecomorphus attenuatus Barbour & Loveridge, 1928

Statut de conservation UICN

 EN  : En danger
Scolecomorphus uluguruensis est une espèce de gymnophiones de la famille des Scolecomorphidae.

## Répartition
Cette espèce est endémique des monts Uluguru en Tanzanie.

## Étymologie
Son nom d'espèce, composé de uluguru et du suffixe latin -ensis, « qui vit dans, qui habite », lui a été donné en référence au lieu de sa découverte.

## Publication originale
- Barbour & Loveridge, 1928 : A comparative study of the herpetological faunae of the Uluguru and Usambara Mountains, Tanganyika Territory with descriptions of new species. Memoirs of the Museum of Comparative Zoology, Cambridge, Massachusetts, vol. 50, no 2, p. 87-265 (texte intégral).